# Guang Gong
Guang Gong (* 22. Dezember 1956 in China) ist eine chinesische Informatikerin und Hochschullehrerin. Sie ist Professorin an der Fakultät für Elektrotechnik und Informationstechnik an der University of Waterloo und leitet dort das Communications Security (ComSec) Lab.

## Leben und Werk
Gong studierte Mathematik an der Jiangsu Second Normal University in Nanjing, wo sie 1981 den Bachelor-Abschluss erhielt, und studierte dann an dem Northwest Institute of Telecommunication Engineering, welches 1988 in Xidian-Universität umbenannt wurde. Hier erwarb sie 1985 den Master-Abschluss in Angewandter Mathematik. Sie promovierte 1990 in Elektrotechnik an der University of Electronic Science and Technology of China (UESTC) und erhielt ein Postdoktorandenstipendium bei der Forschungseinrichtung Fondazione Ugo Bordani, die im Telekommunikations- und Informationstechnologiesektor tätig ist. Sie forschte das folgende Jahr dort in Rom. An der University of Electronic Science and Technology of China wurde sie 1993 zur ordentlichen Professorin befördert. Von 1996 bis 1998 forschte sie mit dem Mathematiker Solomon W. Golomb an der University of Southern California und wurde 1998 außerordentliche Mitarbeiterin der University of Waterloo, Kanada. Sie wurde dort 2000 Professorin an der Fakultät für Elektrotechnik und Informationstechnik und 2004 ordentliche Professorin.
Ihre Forschung konzentriert sich auf mehrere Bereiche wie Design und Implementierung leichtgewichtiger kryptografischer Systeme, Kryptographie und Kryptoanalyse, Sicherheit und Datenschutz von Internet-of-Things (IoT), Datenschutz von Blockchain und Blockchain-basierter IoT-Sicherheit, Schutz der Privatsphäre durch Maschinelles Lernen, Sicherheit in Cloud-, Netzwerk-, Ad-hoc-Netzwerk- und RFID-Systemen.
Sie ist Autorin oder Co-Autorin von mehr als 360 Fachartikeln, zwei Büchern und zwei Patenten. Im Oktober 2022 betrug ihr h-Index 48.

## Auszeichnungen
Sie erhielt mehrere Auszeichnungen, darunter 2001 den Premier’s Research Excellence Award Ontario, Kanada, 2010 den Ontario Research Fund-Research Excellence Award und 2018 den University Research Chair. Sie wurde an der University of Waterloo 2009 mit dem Stipendienpreis der Marsland-Fakultät ausgezeichnet und erhielt 2015 eine Auszeichnung für Exzellenz in der Technischen Forschung und 2016 den Preis für exzellente Forschung.

## Veröffentlichungen (Auswahl)
- mit Kishan Chand Gupta: Progress in Cryptology - INDOCRYPT 2010. 11th International Conference on Cryptology in India, Hyderabad, India, Dezember 2010, Proceedings, Springer, 2010.
- Signal Design with Good Correlation – for Wireless Communication, Cryptography and Radar. Cambridge University Press, 2005.
- Communication System Security. CRC Press, 2012.
- mit Xiutao Feng: On algebraic immunity of trace inverse functions on finite fields of characteristic two. Journal of Systems Science and Complexity, 29(1), 2016, S. 272–288.